# Ігнацій Камінський
Ігнацій Камінський (народився 24 січня 1819 р.Вишнівчик, помер 21 травня 1902 р. Делатин) — багаторічний бурмістр Станіславова, депутат сейму Галичини, 2 -й, 3 -й, 4 -й та 5 -й термін (1867—1884) та до Державної Ради. Походив з дрібної шляхти та мав герб «Торог», що є найдавнішим і досить розповсюдженим знаком у Польщі.
Закінчив народне училище та молодшу школу в Бучачі та Львові, потім вивчав право у Францисканському університеті у Львові, здобувши ступінь доктора юридичних наук.
Під час повстання 1846 року був заарештований, після чого, в тому ж таки 1846 році — стажист адвоката в Станиславові.